# Zámostí-Blata
Zámostí-Blata è un comune della Repubblica Ceca facente parte del distretto di Jičín, nella regione di Hradec Králové.